# マルセル・ルフェーブル

マルセル・ルフェーブル

マルセル＝フランソワ・マリエ・ジョゼフ・ルフェーヴル（Marcel-François Marie Joseph Lefebvre, 1905年11月29日 – 1991年3月25日）は、フランスのカトリック大司教。西アフリカの教皇使節と聖霊修道会（英: Congregation of the Holy Spirit; Holy Ghost Fathers とも）の総長としての職務を経て、第二バチカン公会議に関連した教会の変化への反対を主導した。
1970年に、カトリックの伝統主義を擁護を標榜する司祭団体である聖ピオ十世会 (SSPX)を創立した。1988年、教皇ヨハネ・パウロ2世の命に反し、同会での活動を続けるため4人の司教を聖別（叙階）した。教皇庁は直ちに、彼と叙階式に参加した他の司教が教会法の下に自動破門の制裁を受けたと宣言した。ルフェーヴル大司教の支持者は破門について異議を唱えてきた。2009年1月21日、教皇庁は4人の司教の破門を取り消した。

## 生涯

### 青少年期
フランス、ノール県のトゥールコワンで生まれ、3番目の子供で次男であった。 父は工場主であるルネ・ルフェーヴルは、「敬虔なカトリックで、君主制に愛着を抱き、アクシヨン・フランセーズのメンバー」 であった 。ルネは、1944年にフランスのレジスタンス活動及びイギリスへの諜報活動により、ゲシュタポが収容したドイツ東ブランデンブルクのゾネンブルク・ナチス強制収容所で亡くなった。 母はガブリエル・ヴァティーヌといい、1938年に亡くなっている。
両親は敬虔なカトリック信徒であり、子供を毎日ミサに連れていった。父は熱烈な王党派であり、第一次世界大戦中にトゥールコワンがドイツに占領されている間は、イギリス諜報機関へのスパイ組織を担った。
1923年に司祭になるための勉強を始め、彼の父の強い勧めによりローマのフランス人神学校に行った。 後に彼は保守的な物の見方を、校長でブルトン人司祭であるアンリ・ル・フロック神父の御陰であるとした。 彼の勉強は、1926年と1927年に兵役に就いたことにより中断した。1929年5月25日、彼はローマの聖ヨハネ・ラテラノ大聖堂で、バジリオ・ポンピージュ枢機卿により助祭に叙階された。1929年9月21日、所属する教区であるリールのアキーユ・リエナール司教（間もなく枢機卿となる）により、司祭に叙階された。叙階後もローマで勉強を続け、1930年7月に神学の博士課程を終えた。
1930年8月に、リエナール枢機卿はルフェーヴルをリールの郊外のロムの小教区の助任司祭に割り当てた。これより以前に、彼は聖霊修道会の会員として布教任務につくために、教区の任務を解かれることを要望していた。しかし、枢機卿はリール教区の小教区の任務に従事している間に考えれば良いと断言した。1931年7月には教区の任務を解かれた。 9月にはオルリーの聖霊修道会の修練院に入った。1年後の1932年9月8日、3年間の請願を立てた。
聖霊修道会司祭としての彼の最初の任務は、アフリカのガボンの首都リーブルヴィルにある聖ヨハネ神学校の教授職であった。1934年には神学校の校長となった 。1935年には終生請願をした。ガボンで長上として、多くの聖霊修道会の宣教活動に従事した。1945年10月、ルフェーヴルは総長により、フランスに戻ってモルタンの聖霊修道会の神学校の校長という新しい任務に就くよう命じられた。

### アフリカの司教
彼のフランスへの帰還は、長くは続かなかった。1947年6月12日、教皇ピオ12世は彼をセネガルのダカールの代牧司教に任命し 、アンテドンの名義司教の座を与えた。1947年9月18日には、彼を司祭に叙階したリエナール枢機卿の司式により、トゥールコワンの彼の家族の小教区で司教に聖別され、ジャン＝バティスト・フォーレ司教とアルフレッド＝ジャン＝フェリックス・アンセル司教が立ち会った。
その新しい地位により、ルフェーヴルは350万人中わずか5万人のカトリック信者しかいない地域の責任を負うことになった。
1948年9月22日、彼はダカールの代牧を続ける一方で、さらなる責任を負うことになった。ピオ12世は、フランス領アフリカの教皇使節に彼を任命したのである。この資格で、彼はアフリカの46教区における教会当局への教皇庁の代理人となった。そして新たな責務と共に、彼はエウロパのアルカディオポリスの名義大司教に任命された。
教皇使節としての主要な任務は、フランス領アフリカに教会構造を設立することであった。ピオ12世は相応しいヒエラルキーへの迅速な移行を望んでいた。ルフェーブルは新しい司教を選任したり、 司祭や修道女の数を増す責任を負っていた。 また、様々な教区での教会の数を増やす任務もあった。
1955年9月14日、ダカール代牧区は大司教区となり、ルフェーヴルは最初のダカールの首都大司教となった。ピオ12世が、聖職者や信徒に第三世界での布教活動を指示し、より多くの宣教師を求めた教書「フィデイ・ドヌム」を書いている間、ルフェーヴル大司教は最初かつ最も重要なアドバイザーであった。
1958年にピオ12世が逝去して教皇ヨハネ23世が跡を継ぎ、1959年にルフェーヴルに教皇使節としてかダカールの大司教として留まるかという選択を与えた後に、 他の人物をフランス領アフリカの教皇使節に任命した。ルフェーヴルはダカールの大司教を1962年1月まで続け、その後はフランスのチュールに移動となったが、 大司教の肩書きはそのまま保持していた。  1960年に、教皇ヨハネス23世は、彼を第二バチカン公会議の中央準備委員会に任命した。

### 聖霊修道会の総長
1962年7月26日、聖霊修道会の総会はルフェーヴルを総長に選出した。彼は宣教分野での経験により、広く尊敬されていた。その一方で、ある進歩的な（特にフランスの）会員は、彼の管理のスタイルが権威主義的であると考え、急進的な改革を望んでいた。1962年8月7日、ルフェーヴルはフリギア・シンナダの名義大司教区を与えられた。
ルフェーヴルは、修道会の影響力のある会員から、彼が現代教会の指導者や、特にフランスでの司教会議の現代化と改革の要求から距離を置いていると考えられ、益々非難されるようになった。1968年9月、第二バチカン公会議の変化後における修道会の方向を議論するために、聖霊修道会の総会が開かれた。総会での最初の行動は、何人かの調停者を選んで彼の代わりに総会を指導することであった。 ルフェーヴルは、教皇パウロ6世に聖霊修道会の総長としての辞表を提出した。 後に、彼はもはや聞き従うことを望まない修道会の総長に留まることは不可能となったと語った。

### 第二バチカン公会議
教皇ヨハネ23世に、第二バチカン公会議の中央準備委員会のメンバーに任命され、公会議で司教が参考に供するために提出される原稿の議論に参加した。公会議の1会期（1962年10月から12月）の間、彼は公会議の協議による方向性を懸念するようになった。彼は、教父の国際的グループとして知られる司教の研究グループにおいて、主導的な役割を果たした。
公会議における懸念の主要な部分は、宗教の自由の原理に関する討論であった公会議の3会期（1964年9月から11月）の間、ペリクル・フェリチ大司教は、ルフェーブルと他の同意見の司教がその話題に関する文書の草案を書き直す特別4人委員会に任命されたと宣言したが、この手段は間もなく教皇の認可を経ていないことが分かり、文書の草案を準備する責任の多くは、キリスト教一致促進のための教皇庁立協議会に与えられた。「宗教の自由に関して」という題の草案に代わり、彼とアルフレド・オッタビアーニ枢機卿は、「教会と国家の関係及び宗教的寛容」を扱う文書を支持した。司教団の国際的グループは、公会議の第4会期まで延期された書類への予選票を（修正案と共にであるが）得ることが出来たが、公会議での圧倒的多数により、1965年12月7日に採択された宣言「ディグニタティス・フマネ」（人間の尊厳、ラテン語: Dignitatis humanae） の最終版の文書を阻止することは出来なかった。何人かは、この圧倒的大多数は、最初は留保や反対すらあった高位聖職者間への公会議の改革派の司教団による強力なロビー活動によるものであるという観点を表明した。

### 聖ピオ十世会の創立
聖霊修道会の総長を引退した後、1973年まで神学生が聖職者となる儀式であったトンスラを拒否されたローマのフランス人神学校からのカトリック伝統主義者の接近を受けた。彼等は勉強を終えるための保守的な神学校を求めた。彼等をスイスのフリブール大学に導いた後、 ルフェーブルは彼等神学生を個人的に教えるよう要請された。  1969年に当地の司教からフリブールに神学校を設立する許可を受けて、神学校は9人の神学生と共に開校し、1971年にはスイスのエコンに移転した。
ルフェーヴルは神学生に団体の創立を提案した。1970年11月、フランソワ・シャリエール司教は、聖ピオ十世会を6年間暫定的な許可の下に「ピア・ウニオ」（公的に修道者組織として認められるための最初の段階）として創立した。
神学的な見解の異なるフランスの司教は、聖ピオ十世国際神学校を疑念を以てあしらい、それが「野良猫神学校」であるとした。彼等は、そこの如何なる神学生も教区に入籍させないだろうと示唆した。
1974年11月、2人のベルギー人司祭が枢機卿委員会の指示の下に厳格な調査をし、好意的な報告をしたと言われている 。 しかし、エコンで、彼等は結婚した者への司祭叙階は間もなく普通のこととなるとか、真実は時代と共に変化し、イエズス・キリストの復活における伝統的な概念は議論を招きやすい等、神学生や職員が恥ずべきものであると反対した多くの神学的見解を表明した。後に「疑い様の無い強い憤り」と述べた雰囲気で、ルフェーヴルは、当時教会で進行していた変革において明らかに見られた現代主義やリベラリズムの潮流を強烈に攻撃した宣言を書いた。

### バチカンとの衝突
1975年1月、フライブルクの新しい司教は、聖ピオ十世会に対する仮認可を撤回する意図を表明した。ルフェーヴルは枢機卿委員会との2度の会議に参加したが、司教は1975年5月6日にその意図を実行に移した。 この行動は、1975年6月にルフェーブルに手紙を書いた教皇パウロ6世により支持された。それでも、ルフェーヴルは事業を継続した 。1976年5月24日の教皇枢密院会議で、パウロ6世はルフェーヴルを名指しで非難し、彼のその支持者に対して考えを改めるように呼びかけた。
1976年6月29日、当地の司教の認可無しでローマから禁じるようにという手紙を受け取っていたにもかかわらず、計画していた司祭叙階を実行に移した。その結果、司祭を叙階することを禁じられた。1週間後、司教省長官はルフェーブルに、彼の状況を正常化するには教皇に許しを請わなければならないと通知した。彼は書面での返答で、教会の現代化は、公会議前の教会の高位聖職者と高位のフリーメーソンによる秘密の協定に由来する「現代人の考えとの妥協」であると主張した。ルフェーヴルは、その時教皇に詫びていなかったので、聖職停止となったことを知らされ、合法的には秘跡を実行することが出来なくなった。彼は新しい様式のミサを捧げることを禁じられたと発言し、パウロ6世は明らかにこれを本気で受け取り、「ルフェーヴルは、以前の式次第を用いて秘跡を実行することにより罰を逃れた」と述べた。 聖職停止後もミサを捧げ、彼の神学校の神学生に対する叙階の秘跡を含む他の秘跡を実行し続けた。
1976年9月11日、パウロ6世はルフェーヴルと謁見し、1ヶ月後に書簡を送って叱責し、謁見でも行った要請を繰り返した 。その後1978年に新しい教皇に選出されたヨハネ・パウロ2世は、選出されてから60日後にルフェーヴルと謁見したが、合意には至らなかった。

### エコンでの司教叙階
1987年、81歳のルフェーヴルは、彼の死後に職務を継続する司教を聖別（叙階）する意図を表明した。カトリック教会法第1013条では、司教叙階は教皇の許可を必要としていたので、このことは議論の的となるものであった。
1988年5月5日、ルフェーヴルはヨゼフ・ラッツィンガー枢機卿（後の第265代ローマ教皇ベネディクト16世）との聖ピオ十世会の状況を正常化する協定に署名した。ラッツィンガー枢機卿は1人の司教が同会のために叙階されることに同意した。ところが彼は合意した協定を破棄し、後継者を得るために必要ならば、教皇の認可なしもやむをえないという見方を取るようになった。 教皇は、彼に「神学的かつ教会的な結果」の警告をし、「離教的な行動」を取らないようにと要請し、ラッツィンガー枢機卿は、バチカンを代表して直接面談し、「司教があくまでも分裂（シスマ）の道を進むのであれば、教会を破門されるだろう」と「改めて具体的に警告」して、伝統派を牽制した。しかしルフェーブル大司教は、この警告を無視し、1988年6月30日、 ルフェーヴルはブラジルカンポのアントニオ・デ・カストロ・マイヤー名誉司教を共同司式者として4人の同会の司祭であるベルナール・ティシエ・ド・マルレ、リチャード・ウィリアムソン、アルフォンソ・デ・ガラレタとベルナール・フェレーの4人を司教に聖別（叙階）した。
7月1日、司教省は、この司教叙階が離教的行動であり、直接関わった6人はそれ故に自動破門を招いたという声明を出した。翌7月2日、教皇ヨハネ・パウロ2世は自発教令「エクレジア・デイ」（神の教会）で、「この司教叙階は離教であり、教会法第1382条により、関わった司教や司祭は自動的に破門された」と述べ、司教叙階を非難した。 
ルフェーブルは、彼と他の司教叙階に関わった聖職者が「ローマから離れた」のではなく、それ故離教者ではないと宣言し、かつ司教叙階は「必要不可欠なケースであると分かった」が、第二バチカン公会議以来起こっている変化がカトリックではないことをローマに理解させる事ができなかったと語った。間もなく司教に聖別される4人の司祭に宛てられた手紙で、「ローマは信仰を失ってはいないと言えると私は思わない」と書いた。
1991年3月25日に、85歳で癌によりスイスのマルチニーで亡くなった。

## 神学的立場
彼は以下の立場と関連があるとされていた。
- エキュメニズムの拒否[86]
- 宗教の自由に代わる実用的な宗教上の寛容の採用[87]
- 教会内における協働性の拒否[88]
- 新しいミサによるトリエント・ミサ置き換えの反対[89]

## 著作
- Œuvres de Mgr Lefebvre（フランス語）
- Œuvres de Mgr Marcel Lefebvre, fondateur de la Fraternité Sacerdotale Saint-Pie X（フランス語）
- Lettre ouverte aux catholiques perplexes（日本語）